# Семеру

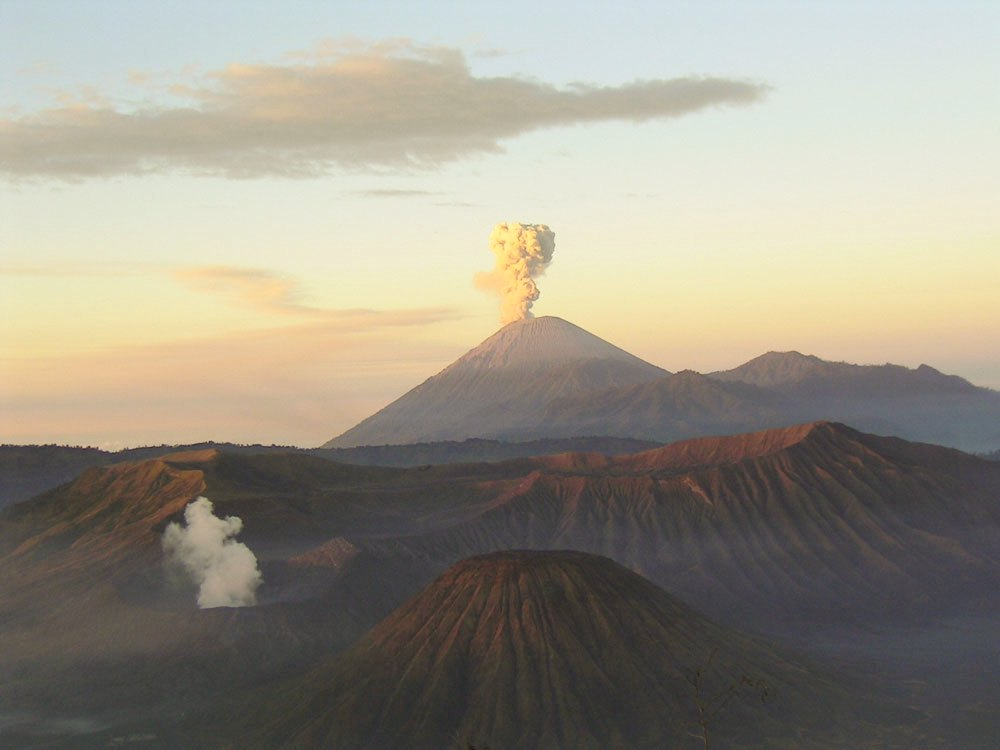
Вулкан Семеру, липень 2004 року

Семеру, або гора Семеру (індонезійською: Gunung Semeru) — вулкан, розташований у Східній Яві, Індонезія. Це найвища гора на острові Ява. Стратовулкан також відомий як Махамеру, що означає Велика гора.
Назва походить від індо-буддійської міфічної гори Меру або Сумеру, обителі богів.

## Геологія
Семеру дуже круто підвищується над прибережними рівнинами східної Яви. Маари, що містять кратерні озера, утворилися уздовж лінії, що проходить через вершину вулкана. Вона була сформована на південь від перекриття кальдер Аджек-аджек (Ajek-ajek) і Джамбаґан (Jambagan). Семеру височіє в південній частині вулканічного комплексу Тенґер.

## Історія вивержень
Історія вивержень Семеру велика. З 1818 року було зафіксовано щонайменше 55 вивержень (10 з них призвели до загибелі людей), що складалися з лавових і пірокластичних потоків. Усі історичні виверження мали індекс вулканічної експлозивності 2 або 3.
Семеру перебуває в стані майже постійного виверження з 1967 року по ці пори. Подеколи невеликі виверження відбувалися кожні 20 хвилин чи близько того.
На Семеру регулярно підіймаються туристи, як правило, починаючи від села Рану Пане і на північ, але це може бути небезпечно. Soe Hok Gie, індонезійський політичний діяч 1960-х років, помер у 1969 році від вдихання отруйних газів під час прогулянки на горі Семеру.
У 2021 році виверження станом на початок грудня привело до загибелі 43 особи, ще 13 людей вважаються зниклими безвісти. Через виверження вулкана близько 3000 будинків були пошкоджені, а близько 6500 людей евакуювали.
4 грудня 2022 року вулкан Семеру активізувався і викинув у повітря стовп попелу. Пірокластичні потоки та лахари пошкодили щонайменше 5205 будинків і кілька громадських будівель. Розпочалася евакуація населення.
На початку червня 2024 року, вулкан Семеру раптово, вдруге за рік, прокинувся і почав виверження. Попіл від нього піднявся на висоту 10 км. 

## Міфологія
Назва Семеру походить від Сумеру — центральної світової гори у буддійській космології та індуїзмі. Як говориться в легенді, вона була перенесена з Індії; розповідь записана у східнояванській праці XV століття Tantu Pagelaran. Спочатку вона була поміщена в західній частині острова, але це спричинило нахилення острова, тому вона була перенесена на схід. На цьому шляху частини відривалися від її нижнього краю, утворюючи гори Лаву, Віліс, Келуд, Каві-Бутак, Арджуно і Уеліранґ. Також при цьому утворилася гора Пенанґґунґан.